# Unidos da Candanga
GRES Unidos da Candanga é uma escola de samba brasileira, sediada em Candangolândia, no Distrito Federal.

## História
Foi criada em 1978 pelo professor Valnor de Aguiar com o nome de Candangos do Bandeirante, alterando o seu nome para o carnaval de 2008 para Unidos da Candaga.
Em 2011, retornou ao nome original sob o mandato do presidente Rogerio R. da Silva.

## Carnavais
| Ano  | Colocação   | Grupo                     | Enredo     | Carnavalesco |
| ---- | ----------- | ------------------------- | ---------- | ------------ |
| 2010 |             | 1 (1 abaixo do principal) |            |              |
| 2011 | Vice-campeã | 1 (segunda divisão)       | [ nota 1 ] |              |